# 권트주

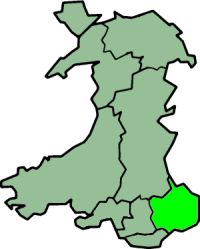
권트 주

권트주(Gwent)는 웨일스의 보존주로, 주도는 쿰브란이다. 이전에는 몬머스셔(Monmouthshire)로 불렸다.